# Chémery-sur-Bar
Chémery-sur-Bar è un ex comune francese di 453 abitanti situato nel dipartimento delle Ardenne nella regione del Grand Est. Il 1º gennaio 2016, Chémery-sur-Bar è stato accorpato al comune di Chéhéry creando il nuovo comune di Chémery-Chéhéry, del quale ora Chémery-sur-Bar è comune delegato.

## Società

### Evoluzione demografica
Abitanti censiti